# Димитър Стефанов (писател)
Вижте пояснителната страница за други личности с името Димитър Стефанов.
Димитър Стефанов Бъчваров е български поет, писател и преводач.

## Биография и творчество
Димитър Стефанов е роден на 20 март 1932 г. в село Шумата (сега Денчевци), Дряновско. Завършва гимназия „Максим Райкович“ в Дряново през 1950 г. Като ученик е член на литературния кръжок под ръководството на поета Атанас Смирнов. В периода 1950 – 1954 г. учи чешка и българска филология в Карловия университет в Прага. Като студент е редактор във вестник „Граничар“ към вестник „Димитровско знаме“, издаван на български език в Прага.
След дипломирането си в периода 1955 – 1969 г. е редактор и главен редактор на литературната редакция на Радио София. В следващите години през 1969 – 1972 г. и 1975 – 1985 г. е редактор и заместник главен редактор в сп. „Пламък“, през 1972 – 1973 г. е редактор в издателство „Народна младеж“, през 1973 – 1975 г. е редактор в издателство „Български писател“, а през 1985 -1888 г. е заместник главен редактор на вестник „Литературен фронт“. През 1989 г. е редактор на списание „Обзор“. В периода 1989.1992 г. е председател на Творческия фонд при Съюза на българските писатели и е редактор на сп. „Апропо“.
Член е на СБП, СПБ, и на Българския ПЕН център. Съучредител и първи председател на Българския клуб „Про Словакия“ и на Българския хайку клуб (2000).
Първите му произведения са публикувани във вестник „ЕМОС“ през 1947 г. и във вестник „Народна младеж“ през 1951 г. Първият му сборник със стихотворения е публикуван през 1957 г. Оттогава е автор на значителен брой сборници с поезия и проза, и на произведения за деца. Произведенията му са публикувани на повече от 20 езика по света.
Превежда, самостоятелно и съвместно, над 50 книги със стихове и проза от чешки, старочешки, руски, сръбски, македонски, старофренски, хинди и японски. Сред авторите са Петър Безруч, Витезслав Незвал, Войтех Михалик, Франтишек Хрубин, Ярослав Сейферт, Лацо Новомески, Мирослав Валек, Станислав Костка Нойман, Мирослав Холуб, Ян Скацел, Ян Ондруш, Ян Смрек, Милан Руфус, Игор Хохел, Винцент Шикула, Павел Виликовски и др. Превежда поемата на Лермонтов „Измаил бей“, от старочешки „Изкусителката и нейното куче. Старочешки Декамерон от XIV век“, от японски „Цветята на вятъра. Антология 100 съвременни японски хайку“ (2001).
Съставител е на различни антологии с поезия, вкл. първата антология на българска хайку-поезия „Дъждовни семена“ през 2001 г.
За своята дейност е удостоен с Националната награда за литература „Рачо Стоянов“ през 1989 г., словашката литературна награда „П. О. Хвездослав“ през 1998 г., почетен диплом на Министерството на културата за принос в развитието и популяризирането на българската култура през 2005 г., златен медал на словашкото Външно министерство, „доктор хонорис кауза“ на Световната академия за изкуство и култура (WAAC). През 2012 г. е определен за почетен гражданин на град Дряново.

## Произведения

### Поезия и проза
- „Слънцето да не залязва“ (1957) – стихотворения
- „Довиждане до идващите дни“ (1964) – поема за Иван Владков
- „Най-голямото не¬бе“ (1965) – стихове
- „Знак за събиране“ (1968) – стихотворения
- „Верига от криле“ (1970) – стихотворения
- „Долу на слънцето“ (1970) – стихотворения
- „Златната юлска пряспа“ (1972) – стихотворения
- „Миналото, в което ще се превърнем“ (1975) – стихотворения и поеми
- „Стихотворения“ (1975)
- „И пак за огъня“ (1978) – стихотворения и поеми
- „Всекидневни сонети“ (1981, 1994)
- „Някой ви обича“ (1982) – стихотворения и поеми
- „Несъответствия“ (1983) – есета и размисли
- „111 сонета“ (1984)
- „Далечна видимост. Седем поеми“ (1986)
- „Гората на глухарчето“ (1989; 1994)
- „Невинни същности“ (хайку, 1996)
- „Несъответствия“ (1997)
- „Час за себе си“ (1997)
- „НеприМИГващо синьо. 303 хайку“ (1999)
- „Защо снегът“ (2002)
- „Тръпно битие. Избрани творби“ (2003)
- „Двамата с тебе. Хайку на български, английски и руски“ (2003)
- „Невидимости“ (2005) – лирико-философски миниатюри
- „Човешки, твърде човешки“ (2007)
- „Очертания на мига. Есета. Миниатюри. Разговори“ (2008)
- „Петте годишни времена. Избрани творби в два тома“ (2012)
- „Всичко онова. 40 стихотворения и 40 хайку“ (2012)

### Детска литература
- „Слънчеви зайчета“ (1971) – стихове за най-малките
- „Звезда с фенерче“ (1974)
- „Край, написан от опашка“ (1977) – поема за деца
- „Синьо конче“ (поеми за деца, 1978)
- „Стъклена къщурка“ (стихотворения за деца, 1979)
- „Звънче на колело“ (стихотворения за деца 1980)
- „Щурче на летището“ (1992)
- „Врабче в Балчикчирик: Весела книга за деца, които ще я прочетат на възрастните“ (2001)
- „О! Стихове с усмивка за най-малките“ (2013)